# Damien Gaudin
Damien Gaudin (Beaupréau, 20 augustus 1986) is een Frans voormalig wielrenner. De voor een wielrenner relatief zwaar gebouwde Gaudin stond bekend om zijn hoekige stijl van fietsen.

## Palmares

### Baanwielrennen
| Jaar     | FK                                              | EK       | WK       | Overig               |
| Junioren | Junioren                                        | Junioren | Junioren | Junioren             |
| -------- | ----------------------------------------------- | -------- | -------- | -------------------- |
| 2003     | achtervolging ploegkoers                        |          |          |                      |
| 2004     | ploegenachtervolging                            |          |          |                      |
| Beloften |                                                 |          |          |                      |
| 2006     | Puntenkoers, Achtervolging                      |          |          |                      |
| 2007     | Achtervolging, Ploegenachtervolging             |          |          |                      |
| Elite    |                                                 |          |          |                      |
| 2006     | ploegkoers                                      |          |          |                      |
| 2007     | ploegkoers                                      |          |          |                      |
| 2008     | ploegenachtervolging ploegkoers · puntenkoers   |          |          | 3daagse van Aigle    |
| 2009     | (ploegen)achtervolging · ploegkoers             |          |          |                      |
| 2010     | (ploegen)achtervolging ploegkoers               |          |          |                      |
| 2011     | ploegenachtervolging · achtervolging ploegkoers |          |          |                      |
| 2012     | achtervolging · ploegenachtervolging            |          |          |                      |
| 2013     |                                                 |          |          |                      |
| 2014     |                                                 |          |          |                      |
| 2015     | ploegenachtervolging                            |          |          | Andia: achtervolging |

### Wegwielrennen

#### Overwinningen
2003
Chrono des Herbiers, Junioren
2007
Vienne Classic, Beloften
2e etappe Bordeaux-Saintes
Parijs-Roubaix, Beloften
2012
Proloog Ronde van de Elzas
2013
Proloog Parijs-Nice
GP Cholet
2017
6e etappe Ronde van Normandië
Tro-Bro Léon
4e etappe Ronde van Bretagne
Proloog Ronde van Luxemburg
Proloog Ronde van Portugal
2018
Proloog Ronde van Luxemburg

## Resultaten in voornaamste wedstrijden
| Jaar | Ronde van Italië | Ronde van Frankrijk | Ronde van Spanje |
| ---- | ---------------- | ------------------- | ---------------- |
| 2009 |                  |                     | 139e             |
| 2010 | 136e             |                     |                  |
| 2011 |                  |                     |                  |
| 2012 |                  |                     |                  |
| 2013 |                  |                     |                  |
| 2014 |                  |                     | 132e             |
| 2015 |                  | 146e                |                  |
| 2016 |                  |                     |                  |
| 2017 |                  |                     |                  |
| 2018 |                  | 140e                |                  |
| 2019 |                  |                     |                  |
| 2020 |                  |                     |                  |
| 2021 |                  |                     |                  |

| Jaar | Milaan-San Remo | Gent-Wevelgem | Ronde van Vlaanderen | Parijs-Roubaix | Parijs-Tours | Omloop Het Nieuwsblad |
| ---- | --------------- | ------------- | -------------------- | -------------- | ------------ | --------------------- |
| 2009 | opgave          |               |                      | 24e            | 155e         |                       |
| 2010 | opgave          |               | opgave               | opgave         |              |                       |
| 2011 |                 | 132e          |                      | 16e            | 15e          |                       |
| 2012 |                 | 158e          |                      | 25e            | opgave       |                       |
| 2013 |                 |               | opgave               | 5e             |              |                       |
| 2014 |                 | 49e           | opgave               | 110e           | 95e          |                       |
| 2015 |                 |               | 123e                 | 84e            |              |                       |
| 2016 |                 |               | 31e                  | 34e            |              |                       |
| 2017 |                 |               |                      |                | 151e         |                       |
| 2018 |                 |               |                      | opgave         |              |                       |
| 2019 |                 | 34e           | 23e                  | opgave         | opgave       |                       |
| 2020 |                 |               |                      |                |              | opgave                |
| 2021 |                 | opgave        | 113e                 |                |              | 138e                  |

## Ploegen
- 2008 –  Bouygues Télécom
- 2009 –  Bbox Bouygues Telecom
- 2010 –  Bbox Bouygues Telecom
- 2011 –  Team Europcar
- 2012 –  Team Europcar
- 2013 –  Team Europcar
- 2014 –  AG2R La Mondiale
- 2015 –  AG2R La Mondiale
- 2016 –  AG2R La Mondiale
- 2017 –  Armée de Terre
- 2018 –  Direct Énergie
- 2019 –  Direct Énergie
- 2020 –  Total Direct Energie
- 2021 –  Total Direct Energie